# Psodos
Psodos là một chi bướm đêm thuộc họ Geometridae.

## Các loài
- Psodos quadrifaria (Sulzer, 1776)